# 32226 Vikulgupta
32226 Vikulgupta è un asteroide della fascia principale. Scoperto nel 2000, presenta un'orbita caratterizzata da un semiasse maggiore pari a 2,3253099 UA e da un'eccentricità di 0,1114565, inclinata di 4,19743° rispetto all'eclittica.